# Painkiller (Ruel)
Painkiller è un singolo del cantante australiano Ruel, pubblicato il 30 aprile 2019 come primo estratto dal secondo EP Free Time.

## Video musicale
Il video musicale è stato reso disponibile il 1º maggio 2019.

## Tracce
Testi di Ruel Vincent van Dijk, Mark Landon e Sarah Aarons.
Download digitale
1. Painkiller – 3:33

Download digitale
1. Painkiller (feat. Denzel Curry) – 3:47

Download digitale – Remixes Pack EP
1. Painkiller (feat. Denzel Curry) – 3:47
2. Painkiller (feat. Denzel Curry) (Mr. Carmack Remix) – 3:30
3. Painkiller (feat. Denzel Curry) (Taka Perry Remix) – 3:23
4. Painkiller (feat. Denzel Curry) (Young Franco Remix) – 4:22

7"
1. Painkiller – 3:33
2. Painkiller (Instrumental) – 3:33

## Formazione
Musicisti
- Ruel – voce
- Sarah Aarons – cori
- Ian Peres – basso, chitarra, tastiera
- Mike Avenaim – batteria

Produzione
- M-Phazes – produzione
- Tele Fresco – co-produzione
- Mike Avenaim – ingegneria del suono
- Tim Watt – assistenza all'ingegneria del suono
- Matt Colton – mastering
- Eric J. Dubowsky – missaggio

## Classifiche

### Classifiche settimanali
| Classifica (2019-20) | Posizione massima |
| -------------------- | ----------------- |
| Australia            | 35                |
| Corea del Sud        | 52                |

### Classifiche di fine anno
| Classifica (2020) | Posizione |
| ----------------- | --------- |
| Corea del Sud     | 65        |
| Classifica (2021) | Posizione |
| Corea del Sud     | 185       |